# Долно-Каласларі
До́лно-Каласла́рі (колишнє Дольні-Карасларі; мак. Долно Каласлари) — село у Північній Македонії, входить до складу общини Велес Вардарського регіону.
Населення — 446 осіб (перепис 2002) в 134 господарствах.